# Allopauropus bilinguis
Allopauropus bilinguis är en mångfotingart som beskrevs av Ulf Scheller 1970. Allopauropus bilinguis ingår i släktet småfåfotingar, och familjen fåfotingar. Inga underarter finns listade i Catalogue of Life.